# モール・オブ・ジ・エミレーツ
モール・オブ・ジ・エミレーツまたはエミレーツ・モール（Mall of the Emirates）はアラブ首長国連邦・ドバイにあるショッピングモール。2005年11月開業。中東では世界最大のドバイ・モールに次いで2番目の規模を持つショッピングモールである。2010年には3100万人が来店した。

## 主な入居店舗
- アルフレッド・ダンヒル
- ボーダーズ
- ブルックス・ブラザーズ
- キャロライナ・ヘレラ
- カルフール
- フォーエバー21
- H&M
- ハーヴェイ・ニコルズ
- ヒューゴ・ボス
- ラコステ
- モンブラン
- ポール・スミス
- ヴェルサーチ
- ヴァージン・メガストアーズ

また世界最大の屋内スキー場であるスキー・ドバイも併設されている。